# 춤추는 대수사선
《춤추는 대수사선》(일본어: 踊る大捜査線)은 1997년 상반기에 일본 후지 TV에서 방영된 드라마와 극장판 영화이다. 방영 당시 선풍적인 인기를 끌어 스페셜 드라마, 영화, 연극까지도 제작되었다.
등장인물에 관련해서는 춤추는 대수사선의 등장인물 목록 페이지 참조.

## 개요
기존의 형사 드라마처럼 사건을 쫓는 데만 중점을 두지 않고, 경찰 내부의 여러 문제점, 특히 경찰의 상층부 간부 조직과 현장 형사들간의 첨예한 갈등을 중심 소재로 극화한 작품으로 꼽힌다. 경찰이란 조직을 통해 일본 사회, 특히 경직된 조직 문화를 비판하기도 한다. 또한 순찰차 운행 규정, 관료에 대한 접대에 대한 묘사나 경찰관을 '형사(刑事)' 또는 '데카(デカ)'가 아닌 '수사원(捜査員)'으로, 가해자를 '범인(犯人)' 또는 '호시(ホシ)'가 아닌 '피의자(被疑者)'라고 부르는 등 기존의 형사 드라마에서는 찾기 어려웠던 형사들의 일상적인 모습이나 현실적인 부분을 많이 묘사하고 있다.

## 내용

### 경찰 이야기
전직 샐러리맨 신참 형사인 아오시마 슌사쿠 순사부장(배우: 오다 유지)이 주인공인 경찰 드라마이다. 총격전이나 범인을 체포하는 모습을 보여주는 전통적인 형사 드라마와 달리 경찰서 내의 권력 다툼이나 본점(경시청)과 지점(관할 경찰서) 투쟁 등 인간미 넘치는 경찰관의 모습을 완간서를 중심으로 그리고 있다.
아오시마 형사 이외에도 온다 스미레·와쿠 헤이하치로·마시타 마사요시 등 완간서 사람들과 사건의 피해자였으나 후에 형사되는 카시와기 유키노, 완간서 서장 등 3인방 (일명 '쓰리아미고스'), 경시청의 무로이 신지 등에게도 비중을 두어 이것이 작품의 매력 중 하나가 되고 있다.
또한 드라마 내용과 현실을 연결하는 사항을 많이 담고 있고, 스토커·가정 폭력·소년 범죄 문제·모니터링 시스템과 같은 오늘날의 사회 문제를 반영하여 사실감을 더하고 있다.

### 춤추는 러브스토리 계획
《춤추는 대수사선》은 방송 초기부터 높은 시청률을 기록할 것이라 예상하고 있었다. 하지만 만약 시청률이 나쁘면 스토리의 흐름을 바꾸겠다는 이야기가 제작진 측에서 있었기에 처음에는 어느 정도의 러브 스토리의 여지를 두고 각본 작업이 진행되었다.
초기 구상 단계에서는 1. 스미레는 와쿠의 딸로 설정하고, 와쿠의 집에 얹혀사는 아오시마와의 연애 이야기, 2. 아오시마와 유키노, 무로이와 스미레의 연애 노선, 3. 아오시마와 유키노, 스미레의 삼각관계도 구상되었다. 사실 아오시마·유키노 사이에 연애의 가능성을 보이는 복선이나, 스미레가 아오시마에게 마음을 품는 듯한 묘사도 있었고, 무로이와 스미레의 둘만의 장면도 여러 차례 있었다.
하지만, 이 이야기는 제1화 시청률이 집계되고는 바로 취소되었다. 각본가 키미즈카 료이치가 본인의 책 《텔레비전 대수사선》에서의 언급에 따르면, 같은 시기에 후지 TV에서 방영되고 있던 멜로 드라마의 시청률이 비교적 좋았기 때문에, 동시에 연애 이야기를 방영하는 것은 방해가 될 수 있다는 카메야마 프로듀서의 판단에 따른 것이라고 한다. 이 때는 제4화까지 탈고된 상태였기 때문에 제5화부터 연애 요소가 배제되었고, 이로 인해 유키노의 설정에 대폭 변경이 생겼다.

## TV 드라마 시리즈
1997년 1월 7일부터 1997년 3월 18일까지 후지 TV에서 방영된 일본 드라마이다. 평균시청률 18.2%을 기록하였고, 첫회는 81분(21:03 - 22:24), 최종회는 72분(21:02 - 22:14) 확대판을 방영하였다.
총 11화로 옴니버스 형식으로 진행되며, 완간경찰서의 신참 형사 아오시마 슌사쿠를 중심으로 사건이 전개된다.
부제는 전부 담당 프로듀서 카메야마 치히로가 붙였다.

## 방송일·부제·시청률
| 회차   | 방송일          | 부제(일본어)                      | 부제(한국어)                          | 시청률 |
| ------ | --------------- | --------------------------------- | ------------------------------------- | ------ |
| 제1화  | 1997년 1월 7일  | サラリーマン刑事と最初の難事件    | 샐러리맨 형사와 최초의 어려운 사건    | 18.7%  |
| 제2화  | 1997년 1월 14일 | 愛と復讐の宅配便                  | 사랑과 복수의 택배                    | 16.4%  |
| 제3화  | 1997년 1월 21일 | 消された調書と彼女の事件          | 사라진 조서와 그녀의 사건             | 16.5%  |
| 제4화  | 1997년 1월 28일 | 少女の涙と刑事のプライド          | 소녀의 눈물과 형사의 프라이드         | 15.7%  |
| 제5화  | 1997년 2월 4일  | 彼女の悲鳴が聞こえない            | 그녀의 비명이 들리지 않아             | 18.1%  |
| 제6화  | 1997년 2월 11일 | 張り込み 彼女の愛と真実           | 잠복 그녀의 사랑과 진실               | 18.7%  |
| 제7화  | 1997년 2월 18일 | タイムリミットは48時間            | 시간 제한은 48시간                    | 18.2%  |
| 제8화  | 1997년 2월 25일 | さらば愛しき刑事                  | 안녕히 사랑하는 형사                  | 17.3%  |
| 제9화  | 1997년 3월 4일  | 湾岸署大パニック 刑事青島危機一髪 | 완간서 대패닉 형사 아오시마 위기 일발 | 16.3%  |
| 제10화 | 1997년 3월 11일 | 凶弾・雨に消えた刑事の涙          | 흉탄・비에 지워진 형사의 눈물         | 19.1%  |
| 최종화 | 1997년 3월 18일 | 青島刑事よ永遠に                  | 아오시마 형사여 영원히                | 23.1%  |

## TV 드라마 스페셜

### 춤추는 대수사선 연말 특별 경계 스페셜
내용
1997년 12월 29일, 스미레나 마시타, 유키노는 연말이 되어도 쉴 수 없는 신세를 한탄하면서 그들의 임무에 충실하고 있다. 경찰청 경비국 과장이 된 무로이는 아오시마를 완간서로 돌아가게 해주지만, 서장을 비롯하여 각 과장들은 아오시마를 반기지 않는다. 때마침 3월에 정년 퇴임한 와쿠도 반강제로 지도원을 맡게 되어 완간서로 복귀하게 된다. 결국 아오시마는 교통과에 배속되지만, 제멋대로 상해사건에 관여하여 교통과에서도 쫓겨나 여기 저기를 배회하는 처지가 된다. 그런 중에 완간서 관내에서 살인사건이 발생하고, 완간서에 특별 수사본수가 설치되어 지휘관으로 경시청 수사1과 신죠 관리관이 파견된다.
한편 그 뒤에도 상해사건을 혼자 쫓던 아오시마는 생활안전과에서 사정청취 했던 '카가미 쿄이치'를 상해사건 범인으로 체포한다. 형사과에 넘겨 마시타가 취조를 하게 되었는데, 마시타가 자리를 비운 사이에 카가미가 빠져나가 과장 자리에 있던 증거품인 라이플을 들고 형사들을 인질로 삼은 채 형사과를 점거하는데….
비고
1997년 12월 30일에 방영되어 시청률 25.4%를 기록했다.

### 춤추는 대수사선 번외편 완간서 여경 이야기 초여름의 교통안전 스페셜
내용
형사인 아버지를 동경하여 경찰학교에 들어간 시노하라 나츠미(배우: 우치다 유키)는 졸업 후 완간서 교통과에 배속된다. 신입인 나츠미와 완간서의 기강을 바로 잡기 위해 파견된 쿠와노 사에코 두 사람의 활약을 중심으로 이야기가 펼쳐진다.
비고
- 1998년 6월 19일에 방영되었고, 시청률 24.9%을 기록했다.
- 아오시마 슌사쿠는 해외 출장중이라는 설정[6]으로 마지막에 잠깐 등장한다. 이 때 하카마다 과장으로부터 연속 부녀자 폭행 사건의 내정 조사를 부탁받는데, 이 이야기가 '가을의 범죄박멸 스페셜'로 이어지게 된다.
- 나츠미의 아버지인 시노하라 코조는 아오시마가 TV 시리즈 마지막화에서 처분을 받고 이동하였을 때의 상사였던 것으로 설정되어 있다.

### 춤추는 대수사선 가을의 범죄 박멸 스페셜
1998년 10월 6일에 방영되었으며, 시청률 25.9%을 기록했다.

### 심야에도 춤추는 대수사선
심야에도 춤추는 대수사선 완간서 사상 최악의 3인! (1998년 10월 12일 ~ 10월 16일)
회당 10분, 쓰리아미고스 가 주연인 미니드라마.
- 제1화 부하의 실수는 부하의 실수 (1998년 10월 12일)
- 제2화 사건 절감보다 비용 절감 (1998년 10월 13일)
- 제3화 엽기살인은 하카마다의 딸?!（1998년 10월 14일）
- 제4화 국가 고위 공무원과 그 외의 사람 (1998년 10월 15일）
- 제5화 힘내라! 중간관리직（1998년 10월 16일）

심야에도 춤추는 대수사선2（2003년 7월 14일 ~ 7월 18일）
회차당 15분으로 쓰리아미고스 주연의 미니드라마.
- 제1화 거짓말 투성이의 자서전에서 전설의 시작 (2003년 7월 14일)
- 제2화 취조실은 범인과 대결의 장 (2003년 7월 15일)
- 제3화 복도를 걸으면 내 기억을 불러 일으킨다 (2003년 7월 16일)
- 제4화 응접실은 관할과 본청 절충의 장 (2003년 7월 17일)
- 제5화 후회도 자랑도 그라는 형사와 만난 것 (2003년 7월 18일)

심야에도 춤추는 대수사선3（2010년 6월 28일 ~ 7월 1일）
쓰리아미고스의 탄생비화가 밝혀진다.
- 제1화 쓰리아미・비기닝 만남（2010년 6월 28일）
- 제2화 쓰리아미・비기닝 일련탁생(一蓮托生)（2010년 6월 29일）
- 제3화 쓰리아미・비기닝 분열 위기（2010년 6월 30일）
- 제4화 쓰리아미・비기닝 그리고 전설로（2010년 7월 1일）

### 춤추는 대서울선
2001년 9월 21일에 방영된 2002년 FIFA 월드컵 기념 한국 정보 프로그램. 한국의 서울 경찰청이 전면적으로 협력했다. 완간서의 멤버 (온다 스미레, 와쿠 헤이하치로, 마시타 마사요시)가 살인사건의 범인을 쫓아 한국에 갔을 때, 범인이 완간서 관내에서 체포되어 버려서 한국 출장이 취소되고, 나중에 온 쓰리아미고스(서장, 부서장, 형사과장)과 자비로 관광하게 된다는 내용이다.

### 춤추는 레전드 드라마 스페셜
전날에도 교섭인 마시타 마사요시 (2005년 5월 6일）
춤추는 레전드 드라마 스페셜 도망자 키지마 죠이치로（2005년 12월 10일）
시청률 15.6%
춤추는 레전드 드라마 스페셜 변호사 하이지마 히데키（2006년 10월 28일）
시청률 16.8%
춤추는 레전드 드라마 스페셜 경호관 우치다 신조（2007년 1월 27일）

### 춤추는 대수사선 THE LAST TV 샐러리맨 형사와 마지막 어려운 사건
2012년 9월 1일 방영했다. 시청률은, 21.3%.

## 극장판 영화
THE ODORU LEGEND CONTINUES 포함.

## 연극
무대도 춤추는 대수사선 That's 쓰리아미고즈 (2003년 8월 15일 ~ 17일)
THE MOVIE2의 뒷이야기 형식으로 만들어졌다. 쓰리아미고즈가 주인공이며, 쓰리아미고즈 외에 본편에도 등장하는 인물 중 오가타 형사와 모리시타 형사가 등장한다. 그리고 본편에는 등장하지 않는 여경 두 명이 등장한다. 연극이 끝난 후에 연극에 출연했던 출연진과 객석에 앉아있던 SAT 대장, 나카니시 계장 등도 함께 올라와 인사를 나누었다.

## 게임
춤추는 대수사선 THE GAME 잠수함에 잠입하라!
2010년 7월 15일에 반다이에서 발매한 닌텐도 DS용 게임 소프트가 출시되었다. THE MOVIE 2 스토리 후보 중 하나였던 '잠수함 사건'의 플롯을 게임화한 것이다. '잠수함 사건'은 스핀오프 작품인 《용의자 무로이 신지》에서도 언급된 바가 있다.
에필로그나 '쓰리아미고즈의 일상'에서는 《THE MOVIE 2》, 《용의자 무로이 신지》, 《THE MOVIE 3》와 연결되는 부분도 보인다.
내용 - 잠수함 사건
잠수함 사건은 《춤추는 대수사선》에서 발생한 가공의 사건이다. 본래는 《THE MOVIE 2》의 이야기로 만들어진 것이었으나, 이런 저런 사정으로 인해 밀려나게 되어, 춤추는 대수사선 세계 속에서 《THE MOVIE》와 《THE MOVIE 2》 사이에 발생한 사건으로 《THE MOVIE 2》 속에서 아오시마와 무로이가 대화중에 언급하는 형태가 되었다. 그 후에도 영상화되지 않았지만, 《용의자 무로이 신지》에서 이 사건과 관련되어 열린 재판에서 아오시마의 변호를 맡았던 츠다 변호사가 등장했기 때문에, 《용의자 무로이 신지》 시나리오 가이드북 등의 설정 자료에 이 사건의 전모가 상세히 밝혀졌다.
사건은 2002년 3월 19일에 관간서 관내에서 발생한 잠수함 '무츠시오'의 승무원인 해상자위관 살인사건이 발단이 되었다. 완간서에 수사본부가 세워져 아오시마 일행이 수사에 임하지만, 자위대가 비협조적인 태도를 보여 수사에 어려움을 겪게 되어, 사건은 해결되지 못한 채로 수사본부가 해산되어버렸다. 그 뒤 무로이의 앞으로 잠수함의 기밀 데이터 유출 의혹을 고발하는 내용의 투서가 도착하여 무로이는 수사를 재개하리고 마음을 먹는다. 잠수함의 함장의 협력을 얻어 아오시마가 검퓨터 기술자로 위장, 잠수함에 잠입하여 무로이의 지휘에 따라 수사를 하였다. 아오시마의 수사로 범인이 밝혀졌을 때, 범인은 잠수함을 납치하여 테러를 일으키려 하지만, 아오시마가 이를 막아 사건은 해결되었다.
《용의자 무로이 신지》 시나리오북에 실린 연표 및 '잠수함 사건에 대한 공식 기록'에는 이 사건이 2002년에 발생했다고 되어 있지만, 《THE MOVIE 2》 시나리오북에 실린 연표에는 이 사건을 2001년에 일어난 것이라고 쓰여 있다. 같은 책에 다른 부분에서 잠수함 사건은 《THE MOVIE 2》(2003년)의 2년 전 사건이라고 기술한 부분도 있다.

## 작품 에피소드

### TV 드라마 시리즈
- 1996년부터 1997년 사이에 후지 TV 본사 가 오다이바 지구로 이전하여 오다이바 건물에서 촬영한 첫 작품이다.
- 오프닝 화면에 각 인물의 출신지, 주소, 직함 등과 같은 프로필이 적혀있다.
- 극중에 나오는 마시타 마사요시의 웹사이트를 제작자 측이 제거하지 않고 있었는데, 이를 찾아낸 팬들의 활동이 계기가 되어 드라마 제작측과 팬들이 직접 접촉하게 되었다. 이런 제작진과 팬들의 교류가 드러난 예가 있는데, 원래 마시타는 총에 맞아 순직하고 이 사건을 통해 완간서의 결속력을 다지게 된다는 이야기가 될 예정이었다고 한다. 그러나 제작진이 팬들과의 접촉을 통해 유스케 산타마리아의 인기를 체감하여 중상을 입고 추후 복직하는 구성으로 바꾸었다고 한다.

### TV 드라마 스페셜
연말 특별 경계 스페셜
- 카메오 혹은 범인 역으로 출연한 나카마 유키에, 이나가키 고로, 히로스에 료코, 하라 사치에, 이토 히데아키, 후루타 아라타 등 당시에는 무명 혹은 신인이었으나 지금은 일본의 톱스타가 된 배우들의 모습을 볼 수 있다.
- 당시 추간판 헤르니아로 입원까지 하게 되었던 아오시마 역의 오다 유지로 인해, 형사과 점거 장면에서 모든 인질들이 엎드려 이야기가 진행되도록 대사를 추가하였다[17].

번외편 - 초여름 교통 안전 스페셜
- 작중 설정은 1998년 4월 (봄)이지만, 방송이 되었던 것은 6월이었기 때문에 제목에 '초여름'이 붙게 된 것이다. 이후에 나온 공식 출판물에서는 1998년 6월에 있었던 일이라고 쓰여 있다[18].
- 주인공인 시노하라 나츠미가 '여자 아오시마'이기 때문에, TV 시리즈 1화에서 아오시마가 완간서로 첫 출근 하는 모습과 거의 동일한 출근 모습을 보여주었다.

가을의 범죄 박멸 스페셜
- 증거 조사차 비디오를 보는 장면에서 《내일의 죠》, 《도쿄 러브스토리》가 잠깐 나온다. 아오시마 역의 오다 유지는 《도쿄 러브스토리》의 남자 주인공인 나가오 칸지 역을 맡았었다.
- TV 시리즈 2화에 등장했던 시노하라 료코가 정보원으로 다시 등장한다.

### THE MOIVE 1
천국과 지옥
유괴범의 위치를 특정하는 색깔 연기가 나오는 장면은 연기를 제외한 주변 광경은 흑백으로 묘사된다. 그것을 본 아오시마 형사가 "천국과 지옥이다."라고 중얼거리는데, 이 장면은 쿠로사와 아키라 감독의 작품 《천국과 지옥》의 오마주이며, 소각장에 있던 페인트통에 쓰여있던 '쿠로사와 도료'라는 이름에 대해 정식으로 허가를 받았다고 한다. 유괴사건, 그것도 유괴 대상이 범인에게 잘못 알려지는 것까지도 비슷하다.
사건은 회의실에서 일어나는 게 아니야! 현장에서 일어나는 거야!
범인을 검거해야하지만 상층부의 명령으로 인해 어려움을 겪게 되자 아오시마가 무전으로 외치는 대사이다. 이는 영화 흥행과 함께 유행어가 되어 여러 번 패러디, 혹은 성대모사의 소재로 사용되고 있다.
아오시마의 코트
범인을 검거하는 장면에서 아오시마가 범인의 어머니에 의해 칼에 찔리게 된다. 이 때 입고 있던 코트는 피로 얼룩지고 구멍이 생기게 되었는데, 실제로 아오시마 코트에 칼집을 넣어 프리미엄으로 판매하기도 하였다고 한다.

### THE MOIVE 2
이카리야 쵸스케의 유작
2004년 3월 20일 이카리야 쵸스케가 지병으로 세상을 떠나게 되어, 이 작품이 그의 유작이 되었다. 이카리야 쵸스케 사후에 발매된 DVD에는 마지막에 "고맙습니다, 와쿠 헤이하치로. 안녕히 가세요, 이카리야 쵸스케. 완간서 일동"이라는 문장이 추가되었다.
레인보우 브릿지
실제로 레인보우 브릿지는 도쿄의 대동맥 중 하나이며, 촬영이 불가능했기 때문에 촬영은 당시 공사중이었던 케이지(京滋)바이패스 쿠미야마(久御山)분기점에서 이루어졌다. 개봉하던 해에 태풍으로 인해 위험하다고 판단되어 전면 통행금지(사실상 봉쇄) 되었다. 마침 이 날 라디오 프로그램에 게스트로 출연한 아오시마 역의 오다 유지가 "레인보우 브릿지, (진짜로) 봉쇄되어버렸네요."라고 한 마디 하였다.
모래 그릇
사건을 해결하는 단서 중 하나인 사투리와 그 이름은 THE MOVIE2에서는 마츠모토 세이쵸의 《모래 그릇》을 오마주한 것이다. 영화 속에서 스미레가 '모래 그릇(砂の器)'이라고 중얼거리는 장면이 있다.
그 외
- 첫 장면에서 SAT와 모의훈련에서 등장한 선장은 배우가 아닌 진짜 선장이다[23].
- 스미레와 오가타가 압수한 비디오들 중에 THE MOVIE와 THE MOVIE2에서 오마주 한 《천국과 지옥》, 《모래 그릇》 비디오 테이프가 화면에 나온다.

### THE MOVIE 3
도쿄 완간경찰서
2008년 3월 31일부터 실제로 '도쿄 완간경찰서'가 업무를 시작하였다. 이에 대해 경찰측에서 주연 배우인 오다 유지에게 의견 표시를 요구하여, '아오시마 슌사쿠'의 명의로 축전을 보냈고, 이것과 연동하는 형태로 THE MOVIE 3 제작발표가 이루어졌다. 영화의 내용이 완간서가 실제로 설치된 것과 연관이 있기 때문에 지금까지는 영화 개봉 당시와 극중 시간이 거의 일치했던 것과는 달리 THE MOVIE 3에서는 2010년이 되기 전으로 설정되어 있다.
덧붙여 영화 속에 등장하는 신청사는 실제 도쿄 완간경찰서 근처에 있는 사무실을 이용한 것이다. 촬영은 이 건물의 개업 직전에 이루어졌다.
들개
전작들과 마찬가지로 오마주가 보이는데, 3편에서는 쿠로사와 아키라 감독의 《들개》(1949)를 오마주 하였다. 사건의 내용이나 사용되는 단어, 화면 등에서 발견할 수 있다.
그 외
- TV 시리즈부터 전작까지 사건의 중심에는 아오시마와 무로이가 있었지만, 3편에서는 함께 나오는 장면은 마지막 장면 뿐이다.
- 기존의 영화 버전과는 달리 오프닝에서 〈RHYTHM AND POLICE〉가 사용되지 않는 등 TV 시리즈 1화를 연상시키는 연출이 눈에 띈다.

### 그 외
등장인물과 배우의 관계
극중의 인물들의 프로필은 배우들과 상당 부분 일치한다. 기본적으로 생일은 똑같고, 태어난 해, 출생지, 혈액형까지 같은 인물도 있다.
카에루 택배
극중에 등장하는 가공의 운송회사로, 정식사명은 신일본운반(新日本運搬)이며, 그 이름대로 개구리(カエル) 로고가 특징이다. 이 택배가 등장하면 무슨 사건이 발생한다. 번외편 《초여름의 교통 안전 스페셜》에서는 카에루 택배의 사옥도 화면에 등장한다. 그리고 번호판은 항상 269 또는 2609로 되어 있다.
또한 후지 TV의 춤추는 대수사선 공식 사이트에서 상품을 구입하면, 이 카에루 택배 상자에 넣어서 보내주었다. THE MOVIE 2 때는 배송업체의 협력으로 도쿄 도내 배송에 한해 실제로 카에루 택배 도장(塗装)을 한 업체의 차량으로 배달해서 화제가 되었다. 덧붙여서 애니메이션 《학교 괴담》에는 신문에 카에루 택배의 광고가 실려 있었다. 또 애니메이션 《GTO》 제17화에 카에루 택배 상자가 쌓여있는 모습이 보이기도 하였다.
달마
극중에서 나오는 선술집의 이름이다. TV 시리즈 제1화의 와쿠의 대사로 처음 등장했다. 《THE MOVIE 2》에서 서장 일행이 접대를 위해 이곳을 이용하는 모습이 등장했다. 또 《THE MOVIE 3》의 스핀오프 영화인 《계장 아오시마 슌사쿠 THE MOBILE》에서는 상해사건의 현장이 되었다.
레인보우 모나카
완간서 관할 구역의 유일한 특산품으로 서장 일행이 접대할 때 항상 내놓는 일곱빛깔 모나카이다. 레인보우 브릿지에서 따온 이름으로, 극중에서 여러 번 사용되었다. 그 뒤 '오다이바 명물 레인보우 브릿지 모나카'라는 이름으로 실제로 상품화되었다. 한 입 크기로 각각 녹색, 파란색, 남색, 보라색, 빨간색, 주황색, 흰색의 7가지 색 앙금 이 들어가 있다. 지금은 오다이바 후지 TV의 대표적인 기념품이 되었다. 뿐만 아니라 하네다 공항 등에서도 기념품으로 판매중이고, 도쿄의 특산품이 되었다. 연말 스페셜에 등장했던 '레인보우 카스테라', 가을 스페셜에 등장했던 '7색 우이로(七色 ういろう)', 그 외에 '레인보우 센베이' 등 여러 가지 종류의 레인보우 특산품 시리즈가 있어, 이것들도 실제로 후지 TV 및 도쿄역, 하네다 공항 등지에서 판매되고 있다.
컵라면
실존하는 상품과 '김치 라면', '와사비 라면' 등과 같이 만들어진 상품까지 다양한 라면들이 극중에 등장한다. 《THE MOVIE 2》 개봉 당시에는 '완간 라면'이라는 컵라면이 극중에서 등장하여 이것이 시중에도 판매되었지만 회사의 판매 규정과 제조 및 판매 비용 관계상 극중에 등장하는 그것과는 일부 디자인이나 재료가 달랐다.
하지만 2003년에 열렸던 '오다이바 모험왕'이나 전국 순회 이벤트 '완간 뮤지엄'에서 스미레가 극중에서 먹던 우동과 함께 '미니 컵라면 사제 세트'로 판매되었다. 그러나 내용물은 영화에 나왔던 것과 시중에 나왔던 것과는 전혀 달랐다.
또 2005년 8월에는 《용의자 무로이 신지》의 무대가 된 신주쿠 북부서에 있던 자판기 안의 컵라면 중 '키타 신주쿠 김치 라면'과 '키타 신주쿠 똠양면'이 실제로 시중에 판매되었다.
2010년 6월 21일에는 《THE MOVIE 3》 개봉일에 맞추어 '춤추는 대수사선 The 완간 라면 해물 김칫국 맛'이 판매되었다.
도쿄 텔레포트 역
도쿄 임해 고속 철도 린카이 선 도쿄 텔레포트 역은 아오시마가 출근하는 장면에 종종 등장하는 역이다. 이 역에서는 2008년 7월 19일부터 이 작품의 주제가가 발차음으로 사용되고 있다.

### 완간경찰서
통칭 WPS(Wangan Police Station). 경시청 제1방면부에 소속된 1995년에 신설된 경찰서이다. 주소지는 도쿄 도 미나토 구 다이바 3정목 2번 8호(東京都港区台場3丁目2番8号). 《THE MOVIE 2》의 팸플릿이나 〈춤추는 대수사선 연구 파일〉에 따르면 지도상 위치는 후지 TV가 있는 곳이지만, TV 시리즈 제1화나 《THE MOVIE 2》 시작 부분에서 완간서로 출근하는 장면에서는 근처 역인 린카이 선 도쿄 텔레포트 역에서 나와 후지 TV와는 반대 방향인 꿈의 대교(夢の大橋) 방면을 향해 걷고 있다.
촬영지는 코도 구 시오미 역 근처에 있는 시오미 코야마 빌딩으로, 외관, 1층 로비, 옥상, 생활안전과 장면 등은 여기서 촬영된 것이다.
신설  당시는 임해 부도심이라고 해도 대부분 건설 예정지 뿐이고 사람도 많이 없었다. 그래서 다른 관할서, 특히 카치도키 서나 경시청 수사원들은 '공터서(空き地署)'라고 업신여김을 당했다. 서장은 계속 칸다가 맡고 있지만, 칸다 본인은 마루노우치서(丸の内署)에 영전을 바라고 있다. 하지만 아오시마에 대한 일로 질책당하기 일쑤이다. 서내에는 아래와 같은 칸다의 서훈(署訓)이 배포되어 있다.
“내가 있기에 완간서가 있다.” “실수 없는 수사와 빈틈 없는 접대”
신설된 경찰서인 만큼 내부도 '경찰서'라는 이미지가 아닌 세련된 모양이다.
또한 '완간서(湾岸署)'는 후시 TV의 등록 상표이다. 가공이라고 해도 경찰서 이름은 등록이 되지 않기 때문에 '완간경찰서(湾岸警察署)'가 아닌 '완간서'인 것이다.
이상은 작품 속의 '완간서'에 대한 설정이지만, 실제로 도쿄 수상 경찰서(東京水上警察署)와 합쳐져 임해 부도심 전체를 관할하는 도쿄 완간경찰서(Tokyo Wangan Police Station)가 2008년 3월 31일부터 업무를 시작했다. 이 결정에 대해 경시청 내부에서는 'TV 드라마의 이름을 그대로 경찰서에 붙이는' 것에 대해 부정적인 의견이 많았지만, 지역 주민을 대상으로 한 조사를 실시한 결과, 대부분이 '완간서'를 희망했기 때문에 '완간경찰서'라는 이름이 붙게 되었다.

## 음악

### 주제가
- Love Somebody ─ 오다 유지 with Maxi Priest（TV시리즈, 연말 특별 경계 스페셜, 초여름의 교통 안전 스페셜)
- Love Somebody CINEMA Version ─ 오다 유지 (가을의 범죄 박멸 스페셜, THE MOVIE)
- Love Somebody -CINEMA Version II- ─ 오다 유지 feat.MYA (THE MOVIE 2)
- Love Somebody -CINEMA Version III- ─ 오다 유지 (THE MOVIE 3)

Love Somebody는 원래 크리스마스 노래로 만들어졌다. 오다 유지 본인이 "드라마 주제가를 겨울에 부탁 받아서 크리스마스 느낌을 내보았지만, 실제로 방송된 건 1월이었다."고 말했다.
Love Somebody-CINEMA Version II-에서는 가사의 일부가 바뀌어 있어서, '누군가를 사랑할 때(誰かを愛せたとき)'에서 '당신을 사랑할 때(あなたを愛せたとき)'로 되어 있지만, Love Somebody-CINEMA Version III-에서는 다시 '누군가를 사랑할 때(誰かを愛せたとき)'로 바뀌었다.

### 사운드 트랙 (BGM)
앨범 《RHYTHM AND POLICE》는 I ~ V 모두 합쳐서 100만 장 이상 판매되었다.
이외에도 과거 후지 TV에서 사용된 연주곡이나, 패러디로 외화의 BGM도 사용되고 있다. 참고로 TV 시리즈에서 마시타가 총에 맞을 때 흘러나오던 곡은 'NIGHT HEAD'에서도 사용되고 있기 때문에, 춤추는 대수사선의 사운드트랙 자체의 곡이 아니다.
또한, 〈RHYTHM AND POLICE〉는 아케이드 게임 '팝픈뮤직11'에 편곡되어 〈RHYTHM AND POLICE (K.O.G G3 Mix) (CJ Crew feat. Christian D.)〉가, 마찬가지로 아케이드 게임 'Dance Dance Revolution 5th MIX'에 수록되어 있으며, 또 다른 아케이드 게임 '태고의 달인'에도 수록되어 있다.
또 TV시리즈 BGM으로 《신세기 에반게리온》의 전투 장면을 편곡한 것도 사용되었다. 이것은 이 방송 음악 담당자가 에반게리온 제작자에게 양해를 구하고 제작한 것이다.
참고로 스핀오프 작품들에서는 〈RHYTHM AND POLICE〉가 사용되지 않았다.
- RHYTHM AND POLICE ORIGINAL SOUND TRACK F.F.S.S.（1997년 2월 26일 발매）
- RHYTHM AND POLICE ORIGINAL SOUND TRACK II SOUND FILE（1997년 3월 26일 발매）
- RHYTHM AND POLICE ORIGINAL SOUND TRACK III THE MOVIE F.F.S.S.（1998년 10월 28일 발매）
- RHYTHM AND POLICE PERFECT BOX （1998년 12월 23일 발매）
- RHYTHM AND POLICE THE BEST F.F.S.S. （2003년 6월 25일 발매）
- RHYTHM AND POLICE ORIGINAL SOUND TRACK IV THE MOVIE 2 F.F.S.S.（2003년 7월 16일 발매）
- RHYTHM AND POLICE THE REMIX（2003년 8월 20일 발매）
- RHYTHM AND POLICE ORIGINAL SOUND TRACK V THE MOVIE 2〜SOUND FILE F.F.S.S.（2003년 9월 26일 발매）
- RHYTHM AND POLICE THE COMPLETE FILE （2004년 3월 24일 발매）
- NEGOTIATOR ORIGINAL MOTION PICTURE SOUNDTRACK（2005년 4월 27일 발매）
- THE SUSPECT ORIGINAL MOTION PICTURE SOUNDTRACK（2005년 8월 24일 발매）
- ORIGINAL MOTION PICTURE SOUNDTRACK THE MOVIE3 （2010년 7월 7일 발매）

춤추는 대수사선의 사운드트랙은 (스핀오프를 포함해서) 모두 마츠모토 아키히코(松本晃彦, Akihiko Matsumoto)에 의해 작곡되었지만 극장판 3는 칸노 유고(管野祐悟, Yugo Kanno)가 사운드트랙을 맡았다. 하지만 실제 영화에 삽입된 BGM의 절반 가량은 마츠모토 아키히코의 춤추는 대수사선 음악이 그대로 쓰였고 실제 일본의 팬들 사이에서도 칸노 유고의 음악에 이질감을 느끼는 경우가 많아 최종적으로 극장판 3의 사운드트랙은 춤추는 대수사선의 정체성을 잃었다는 평을 듣고 있다.